# Mestre Ambrósio (álbum)
| Críticas profissionais | Críticas profissionais |
| Avaliações da crítica  | Avaliações da crítica  |
| Fonte                  | Avaliação              |
| ---------------------- | ---------------------- |
| allmusic               | [ 1 ]                  |

Mestre Ambrósio é o primeiro álbum da banda de manguebeat de mesmo nome, Mestre Ambrósio, lançado em 1996.

## Faixas
1. "José"
2. "Se Zé Limeira Sambasse Maracatu"
3. "Pé-de-Calçada"
4. "Forró de Primeira"
5. "Jatobá"
6. "Estrela Amazona (Cavalo Marinho do Mestre Batista)"
7. "Três Vendas"
8. "O Circo de Seu Bidu'"
9. "Baile Catingoso"
10. "Mensagem pra Zé Calixto"
11. "Usina (Tango no Mango)"
12. "Pipoca Moderna"
13. "A Roseira (Onde a Moça Mijou)"
14. "Benjaab"
15. "Matuto do Salame"
16. "A Feira de Caruaru" (originalmente gravada por Luiz Gonzaga)